# 耐絲菌素
耐斯菌素（Nystatin），常見商品名「Mycostatin」，為一種抗真菌药。本品一般用於治療皮膚念珠菌感染，包含尿布疹、齦口炎、食道念珠菌感染，以及念珠菌性外阴阴道炎。耐斯菌素也可用於預防免疫低落者感染念珠菌症。可由口服、陰道塞劑，及皮膚塗抹給藥。
常見副作用包含塗敷後產生灼熱或搔癢感，有些可能會產生紅疹。口服藥物常見的副作用包含嘔吐及腹瀉。妊娠期間於陰道塗抹目前證實為安全，其他途徑給藥的安全性仍尚待研究。耐斯菌素的作用機制是破壞真菌細胞的细胞膜。
耐斯菌素最早於1950年由Rachel Fuller Brown和Elizabeth Lee Hazen所發現。本品列名於世界卫生组织基本药物标准清单，為基礎醫療體系的必備藥品之一。該藥物屬於學名藥，每管乳膏（30g）的批發價位於0.10美金之間。在美國，每次療程所需花費低於25美金。耐斯菌素是由一種鏈球菌（Streptomyces noursei）所提煉而得。